# Eldert Willems
Eldert Johannes Willems (Schaarbeek, 16 mei 1923 - De Koog, 30 augustus 2012) was een Nederlands beeldend kunstenaar, filosoof en dichter. Hij schilderde ook onder het pseudoniem Saeftinge.
Willems bezocht het Vossius Gymnasium in Amsterdam, waar hij een klasgenoot was van de dichteres Hanny Michaelis. Zij schrijft uitvoerig over hem in haar postuum gepubliceerde dagboeken.
Eldert Willems was 60 jaar getrouwd met de operazangeres en kunstenares Iny Nahuys. Sinds 1963 woonden Willems en zijn echtgenote op landgoed Groot Hoenlo in Olst. Na een korte periode op Het Onstein in Vorden verhuisden ze in 1986 naar Texel, waar ze tot hun dood bleven wonen.
In 1978 promoveerde Willems cum laude op het proefschrift ARPH. Kunstfilosofische onderzoekingen. Hierin bepleitte Willems, uitgaande van zijn eigen poëzie, een samengaan van de begrippen ars (kunst) en philosophia (wijsbegeerte). De promotie leidde tot een academische rel. Toen Willems enkele jaren solliciteerde op het hoogleraarschap Esthetica werd hij door Boudewijn Büch uitgemaakt voor "charlatan" en "fascisme-vergoeilijker", dit laatste naar aanleiding van zijn grote belangstelling voor het werk van Martin Heidegger. Een klacht tegen Büch bij de Raad voor Journalistiek werd gegrond verklaard.
Na zijn pensionering exposeerde Eldert Willems zijn werk o.a. in 1992 in Amsterdam en in 2010 in een duotentoonstelling met zijn echtgenote in Almelo.